# Capinzal
Capinzal est une ville brésilienne située dans la mésorégion Ouest de Santa Catarina, dans l'État de Santa Catarina.

## Généralités
La ville possède un système éducatif de qualité, de la maternelle à l'université. Les transports en commun, gérés directement par la municipalité, sont parmi les moins chers du pays.
Avec une économie basée sur l'industrie, l'agriculture et l'élevage, la municipalité a développé un commerce prospère. La zone industrielle de mécanique/métallurgie, en fort développement, est une référence au niveau national. Le potentiel d'exploitation des ressources en bois est également important.

## Géographie
Capinzal se situe dans la mésorégion ouest de Santa Catarina, par 27° 20′ 37″ de latitude sud et par 51° 36′ 43″ de longitude ouest, à une altitude de 480 mètres. Sa population était de 20 771 habitants au recensement de 2010. La municipalité couvre une superficie de 334 km2.
Elle fait partie de la microrégion de Joaçaba, dans la mésorégion Ouest de Santa Catarina.

## Histoire
Dans les années 1840, Jusuino de Matos demanda des terres au gouvernement impérial pour les coloniser. Ces terres portaient alors le nom de Campo Bonito. Elles furent finalement vendues à d'autres propriétaires et constituent aujourd'hui le territoire de la municipalité de Capinzal.
Avant l'arrivée du chemin de fer, la région restait largement inexplorée et servait simplement de passage aux Indiens, aux tropeiros et aux combattants démobilisés des révolutions farroupilha (1835-1845) et fédéraliste (1891-1894). À la fin du XIXe siècle, Capinzal commença à se développer avec l'arrivée de colons d'origine portugaise sur les rives du rio do Peixe.
Au début du XXe siècle, à partir de 1906, des descendants d'italiens, venus du Rio Grande do Sul, arrivèrent dans la région. Ils furent les premiers habitants de Capinzal, se consacrant à l'agriculture, à l'élevage et au commerce. En 1910, avec la construction de la voie ferrée São Paulo - Rio Grande do Sul (inaugurée le 20 novembre 1910), le développement de la localité s'accélère. À l'époque, Capinzal s'appelait "Rio Capinzal" et appartenait à la municipalité de Campos Novos.
En 1914, le district de Rio Capinzal est créé, couvrant la rive gauche du Rio do Peixe. La localité continue son développement et de petites industries commencent à s'y installer (scieries, industrie céramique, distilleries, moulins…).
Le 30 décembre 1948, Capinzal s'émancipa de Campos Novos, et perd le préfixe « rio ». Le 17 février 1949, la municipalité est officiellement installée.

## Origine du nom
Antonio Lopes, principal propriétaire terrien et éleveur de la région à la fin du XIXe siècle, ramena de São Paulo des semences de graminées (capim en portugais) pour l'alimentation des animaux. Il en planta donc les rives du Rio do Peixe et d'une autre rivière de la région, qui prit alors le nom de rio Capinzal à cause des capim qui y furent semées. Ces plantes y trouvèrent un terrain favorable à leur développement jusqu'à envahir de grandes étendues. Ainsi, à cause de la grande quantité de graminées que l'on trouvait dans la région, la localité prit le nom de Rio Capinzal.

## Tourisme

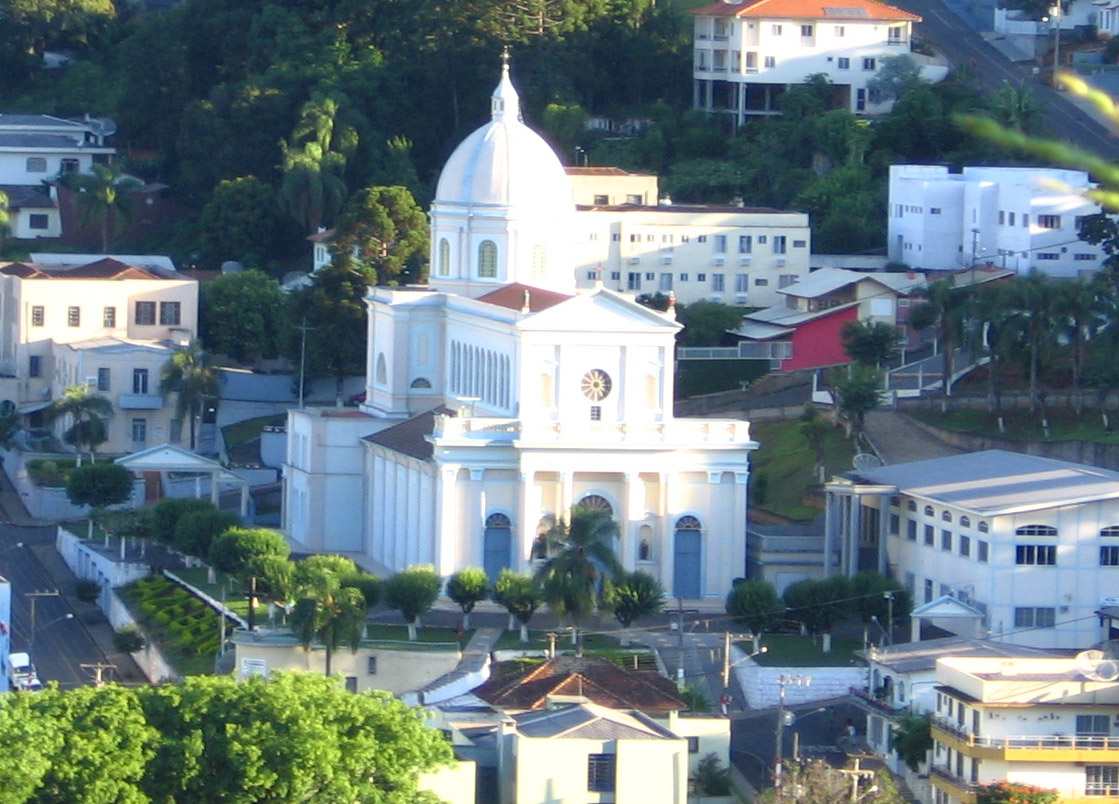
Église paroissiale de Capinzal

Le principal événement de l'année à Capinzal est l'anniversaire de la municipalité, le 17 février. La « nuit italienne » est l'occasion de déguster des spécialités culinaires et de boire du vin. La « Kerbfest », avec sa nourriture traditionnelle et ses danses, est l'occasion de célébrer la culture allemande.
Tous les deux ans, l'Expovale se déroule à Capinzal. Il s'agit d'une foire industrielle, commerciale et de sevices, avec exposition de produits artisanaux et de l'agriculture, animations, ventes aux enchères de bœufs…
Situées non loin du centre ville, des fermes permettent de s'adonner au tourisme rural (randonnées à pied et à cheval, démonstration des techniques agricoles…).
L'église paroissiale Saint Paul Apôtre (São Paulo Apóstolo en portugais), symbole de la ville, possède une voûte qui est la réplique de celle de la basilique Saint-Pierre, à Rome.

## Administration
La municipalité est constituée de deux districts :
- Capinzal (siège du pouvoir municipal)
- Alto Alegre

## Villes voisines
Capinzal est voisine des municipalités (municípios) suivantes :
- Campos Novos
- Erval Velho
- Ipira
- Lacerdópolis
- Machadinho dans l'État du Rio Grande do Sul
- Ouro
- Piratuba
- Zortéa